# Station Hergenrath

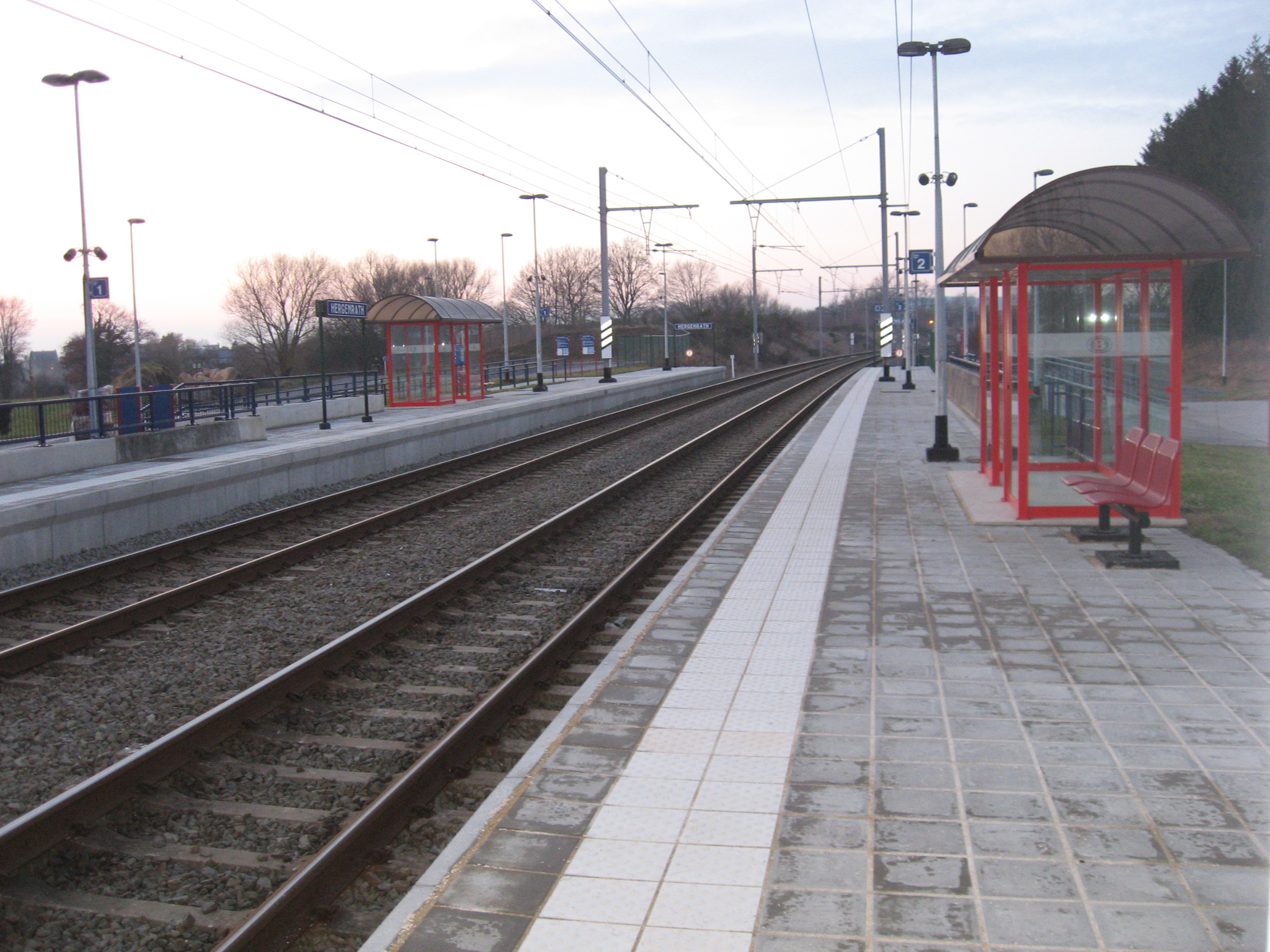

Station Hergenrath is een spoorwegstation in Hergenrath, een deelgemeente van de gemeente Kelmis. Het was 50 jaar gesloten tussen 1957 en 2007. Het stationsgebouw werd in 1976 afgebroken. Het station ligt aan spoorlijn 37 en werd op 9 december 2007 heropend. Er is een gratis parkeerterrein met vier voorbehouden plaatsen voor mindervaliden.
Op weg naar Aachen Hauptbahnhof (Hbf) is Hergenrath het laatste station voor de Belgische - Duitse grens. Het station bevindt zich tussen de Duitse grens en de Hammerbrücke waar de HSL 3 en lijn 37 zich verenigen.
Er zijn plannen om vanuit Duitsland tot voorbij de Hammerbrücke het Belgische stroomnet van 3 kV DC te vervangen door het Duitse stroomnet op 15 kV AC ter wille van de HSL-treinen naar Aachen Hbf. Hierdoor zou dan wel station Hergenrath moeten sluiten of om moeten schakelen op het Duitse 15 kV AC.

## Spoorindeling
| Spoor | Spoorlijn    | Richting                        |
| ----- | ------------ | ------------------------------- |
| 1     | Spoorlijn 37 | naar Aachen Hbf                 |
| 2     | Spoorlijn 37 | naar Pepinster, Luik-Guillemins |

## Treindienst
| Serie      | Treinsoort          | Route | Bijzonderheden                  |
| ---------- | ------------------- | --- | ------------------------------- |
| S 41 RE 29 | S-trein Luik (NMBS) | Luik-Sint-Lambertus – Luik-Guillemins – Angleur – Verviers-Centraal – Welkenraedt – Hergenrath – Aachen Hbf | euregioAIXpress In België als S |

## Reizigerstellingen
De grafiek en tabel geven het gemiddeld aantal instappende reizigers weer op een week-, zater- en zondag.
| Tabel: aantal instappende reizigers station Hergenrath | Tabel: aantal instappende reizigers station Hergenrath | Tabel: aantal instappende reizigers station Hergenrath | Tabel: aantal instappende reizigers station Hergenrath |
|                                                        | Weekdag                                                | Zaterdag                                               | Zondag                                                 |
| ------------------------------------------------------ | ------------------------------------------------------ | ------------------------------------------------------ | ------------------------------------------------------ |
| 2009                                                   | 21                                                     | 6                                                      | 15                                                     |
| 2010                                                   | -                                                      | -                                                      | -                                                      |
| 2011                                                   | -                                                      | -                                                      | -                                                      |
| 2012                                                   | 16                                                     | 22                                                     | 13                                                     |
| 2013                                                   | 21                                                     | 6                                                      | 12                                                     |
| 2014                                                   | 65                                                     | 8                                                      | 25                                                     |
| 2015                                                   | 24                                                     | 73                                                     | 8                                                      |
| 2016                                                   | 24                                                     | 35                                                     | 32                                                     |
| 2017                                                   | 16                                                     | 24                                                     | 15                                                     |
| 2018                                                   | 19                                                     | 26                                                     | 22                                                     |
| 2019                                                   | 43                                                     | 24                                                     | 15                                                     |
| 2020                                                   | 21                                                     | 21                                                     | 21                                                     |
| 2021                                                   | -                                                      | -                                                      | -                                                      |
| 2022                                                   | 46                                                     | 28                                                     | 16                                                     |
| 2023                                                   | 36                                                     | 37                                                     | 26                                                     |
| 2024                                                   | 38                                                     | 48                                                     | 28                                                     |

0,0: Luik-Guillemins ·
2,6: Angleur ·
4,1: Chênée ·
5,8: Henne-Chèvremont ·
11,0: Chaudfontaine ·
9,5: La Broucke ·
11,0: Trooz ·
13,8: Fraipont ·
15,3: Nessonvaux ·
17,8: Goffontaine ·
18,8: Cornesse ·
20,3: Pepinster ·
23,5: Ensival ·
25,5: Verviers-West ·
Verviers-Central ·
25,4: Verviers-Palais ·
27,1: Verviers-Oost ·
29,5: Nasproué ·
31,7: Dolhain-Gileppe ·
33:0: Dolhain-Vicinal ·
Welkenraedt-Ouest ·
37,7: Welkenraedt ·
39,5: Herbesthal ·
42,4: Astenet ·
45,9: Hergenrath ·
Aachen Hbf